# Michaela Židlická
Michaela Židlická (* 18. srpna 1952 Brno) je česká právnička. V letech 2004–2014 působila jako soudkyně Ústavního soudu České republiky.

## Život
Práva vystudovala na Právnické fakultě UJEP v Brně (dnes MU) v roce 1975, kde v roce 1981 získala titul doktorky práv a postgraduální studium absolvovala v letech 1992–1995 na Právnické fakultě Univerzity Komenského v Bratislavě. Docentkou pro obor římského práva se stala v roce 2002 na Právnické fakultě Trnavské univerzity. Římské právo přednášela na Právnické fakultě Masarykovy univerzity. Absolvovala mnoho zahraničních stáží, je autorkou řady odborných monografií, statí a článků. Soudkyní Ústavního soudu byla jmenována prezidentem Václavem Klausem dne 16. června 2004. Jejím synem je podnikatel Daniel Křetínský.

## Některá díla
- Marcellus scribit, in Res - věci v římském právu, Olomouc, Univerzita Palackého, 2008
- O právu soukromém a veřejném, in Pocta Stanislavu Balíkovi k 80. narozeninám, Plzeň, Aleš Čeněk, 2008
- Kauce při hrozící škodě v římské právu : cautio damni infecti, Brno, Masarykova univerzita, 2000
- Pietas et negotiorum gestio, in Regles et practique de droit dans realité de l'antiquie-atti tella 51a sessione SIHDA, Messina, Rubbetino editore, 1999
- Negotiorum gestio, Brno, Masarykova univerzita, 1998
- Právní dějiny 1. Starověk, Brno, Masarykova univerzita, 1998
- Základy rímskeho práva, Bratislava, Manz, 1997
- Orbis Iuris Romani, in Časopis pro právní vědu a praxi, Brno, Masarykova univerzita, roč. 2, č. 6, 1994